# Manuel González Ramos
Manuel González Ramos (La Baña, 25 de marzo de 1889 - Alicante, 31 de marzo de 1979) fue un político socialista español. En 1903 emigró a La Habana, donde ingresó en el Partido Socialista Obrero Español (PSOE).

## Biografía
Hacia 1913 volvió a Galicia, donde ejerció como maestro hasta que se estableció en Alicante en 1929. Allí fue elegido en 1930 secretario-contador de la Agrupación Socialista de Levante y fue encarcelado por participar en los incidentes de diciembre de 1930 contra la dictadura de Primo de Rivera. En 1931 fue elegido concejal del ayuntamiento de Alicante, y posteriormente diputado por la circunscripción electoral de la provincia de Alicante en las elecciones generales de 1931 y 1933, alineado siempre en la tendencia de Julián Besteiro. Junto con Andrés Saborit, en 1935 participó en la creación del diario Democracia, que se oponía a la tendencia prosoviética del PSOE. En las elecciones generales de 1936 intentó formar una lista disidente dentro del Frente Popular con Juan Botella Asensi, Romualdo Rodríguez de Vera y Gregorio Ridaura, pero no obtuvieron escaño.